# Lanište (Zagreb)
Lanište je zagrebačko gradsko naselje koje se nalazi na južnom dijelu grada, južno od rijeke Save, sjeverno od Remetinca. Prema podjeli ustanovljenoj Statutom Grada Zagreba 14. prosinca 1999., pripada gradskoj četvrti Novi Zagreb – zapad.
Jedno je od posljednjih izgrađenih stambenih naselja u Gradu Zagrebu. U naselju je smještena višenamjenska sportska dvorana Arena Zagreb.
Poštanski broj je 10020.

## Vanjske poveznice
- Mjesni odbor Lanište, www.zagreb.hr
- Portal zagrebačkog naselja Lanište  Arhivirana inačica izvorne stranice od 5. siječnja 2017. (Wayback Machine)